# Rdzowate
Rdzowate (Pucciniaceae Chevall.) – rodzina grzybów z rzędu rdzowców (Pucciniales).

## Charakterystyka
Pasożyty roślin nagonasiennych (Gymnospermae) i okrytonasienych (Angiospermae).

## Systematyka
Według aktualizowanej klasyfikacji Index Fungorum bazującej na Dictionary of the Fungi do rodziny tej należą rodzaje:
- Cerradoa J.F. Hennen & Y. Ono 1978
- Chrysella Syd. 1926
- Chrysocyclus Syd. 1925
- Chrysopsora Lagerh. 1892
- Cleptomyces Arthur 1918
- Coleopucciniella Hara ex Hirats. 1937
- Corbulopsora Cummins 1940
- Cumminsiella Arthur 1933 – rdzawina
- Cystopsora E.J. Butler 1910
- Edythea H.S. Jacks. 1931
- Endophyllum Lév. 1826 – wewnętrzniak
- Gymnotelium Syd. 1921
- Hemipuccinia Sacc. & De Toni 1889
- Kernella Thirum. 1949
- Miyagia Miyabe ex Syd. & P. Syd. 1913 – rdzawnica
- Novopuccinia Y.M. Liang & Yun Liu 2021
- Polioma Arthur 1907
- Pseudocerradoa M. Ebinghaus & Dianese 2022
- Puccinia Pers. 1794 – rdza
- Ramakrishnania Ramachar & Bhagyan. 1979
- Stereostratum Magnus 1899
- Teleutospora Renault 1894
- Uromyces (Link) Unger 1832 – sypnik
- Xenostele Syd. & P. Syd. 1921
- Zaghouania Pat. 1901[3].

Nazwy według W. Wojewody. Wcześniejsze systemy klasyfikacji zaliczały rodzinę rdzowatych do rzędu Uredinales (rdzawnikowce).